# Euclides Bandeira
Euclides da Motta Bandeira e Silva, ou simplesmente Euclides Bandeira (Curitiba, 22 de novembro de 1876 — 26 de agosto de 1947), foi um jornalista, escritor e poeta brasileiro, fundador do Centro de Letras do Paraná, do qual foi o primeiro presidente.
Ocupou a cadeira nº 12 da Academia Paranaense de Letras.

## Livros publicados
- Heréticos (poesia, 1901)
- A Mulher e o Romantismo (ensaio, 1901)
- Ditirambos (poesia, 1901)
- Velhas Páginas (poesia, 1902)
- Versos Piegas (1903)
- Ouropéis (1906)
- Troças e Traços (prosa, 1909)
- O Monstro (1927, em "Novelas Paranaenses")
- Prediletos (coletânea de poemas, 1940)